# Artist liric
În muzica clasică, un artist liric este un interpret vocal (bărbat sau femeie), specializat în genul liric (operă, operetă) și care are o voce și un discurs interpretativ cu sonoritate sentimentală.
Un solist de operă este adesea denumit interpret de operă. Aceștia sunt soliști de operă sau artiști lirici cu pregătire temeinică de specialitate. Un artist liric poate fi solist sau corist. Interpretele celebre de operă sunt numite dive (ex. Maria Callas). 
În afară de operă, formarea unui artist liric de multe ori îi permite să interpreteze mai multe genuri clasice ale muzicii vocale, atât genul vocal simfonic (recviem, cantată, oratoriu) dar și laic (lied, operă, arii etc.).

## Tipuri de voce
În funcție de tipul și țesătura vocii, sunt clasificate în mai multe categorii:
- Pentru femei (de la grav la acut)
  - Contralto (sau alto)
  - Mezzosoprana
  - Soprană

- Pentru bărbați (de la grav la acut)
  - Bas
  - Bariton
  - Tenor
  - Contra-tenor
  - Sopran

Aceste clasificări au sub-clasificările în funcție de "culoarea" timbrului vocii și de agilitate.
Până la finele secolului XVIII au existat castrații. Aceștia erau băieți care suferiseră o interventie chirurgicală în timpul adolescenței lor pentru a mentine o voce de mare agilitate, acoperind gama curentă a sopranistului. Intervenția chirurgicală se făcea în adolescență până la 10-11 ani și viza secționarea canalului deferent ce avea ca rezultat atrofia testiculară.